# Conegliano
Conegliano (en vènet Conejan) és un municipi italià, situat a la regió del Vèneto i a la província de Treviso. L'any 2001 tenia 35.520 habitants. Conegliano és conegut pel seus vins, entre els, es destaca el vi escumós prosecco.

## Fills il·lustres
- Pier Adolfo Tirindelli (1858-1937) compositor
- Alessandro Del Piero (1974-) futbolista
- Sacha Modolo (1987-) ciclista